# ورزشگاه عشق‌آباد
ورزشگاه عشق‌آباد (ترکمنی: Aşgabat stadiony) یک ورزشگاه فوتبال در شهر عشق‌آباد، ترکمنستان است.
این ورزشگاه که در سال ۲۰۱۱ تأسیس شده دارای ۲۰٬۰۰۰ نفر ظرفیت می‌باشد.